# Monasterio de Martirio
El monasterio de Martirio, cuyas ruinas se encuentran en medio del asentamiento israelí de Ma'ale Adumim en Cisjordania, fue uno de los centros de vida monástica más importantes del Desierto de Judea durante el periodo bizantino, permaneciendo activo desde la segunda mitad del siglo V hasta mediados del siglo VII.

## Historia
Martirio nació en Capadocia (actual Turquía) durante la primera mitad del siglo V. Tras pasar algún tiempo en la Laura de San Eutimio, en el 457 comenzó a vivir como un ermitaño en una cueva cercana. Posteriormente, tras ser ordenado, Martirio sirvió como sacerdote en la Iglesia del Santo Sepulcro en Jerusalén. Fue nombrado Patriarca de Jerusalén en el 478 y ejerció como tal hasta el 486. Se cree que fue en este periodo cuando se construyó, junto al camino de Jericó a Jerusalén, el monasterio que lleva su nombre. Martirio falleció el 13 de abril del 486.
El monasterio resultó dañado durante la invasión persa en el año 614 y fue abandonado tras la conquista árabe a mediados de siglo VII.

## Estado del Monasterio durante elsigloXIX

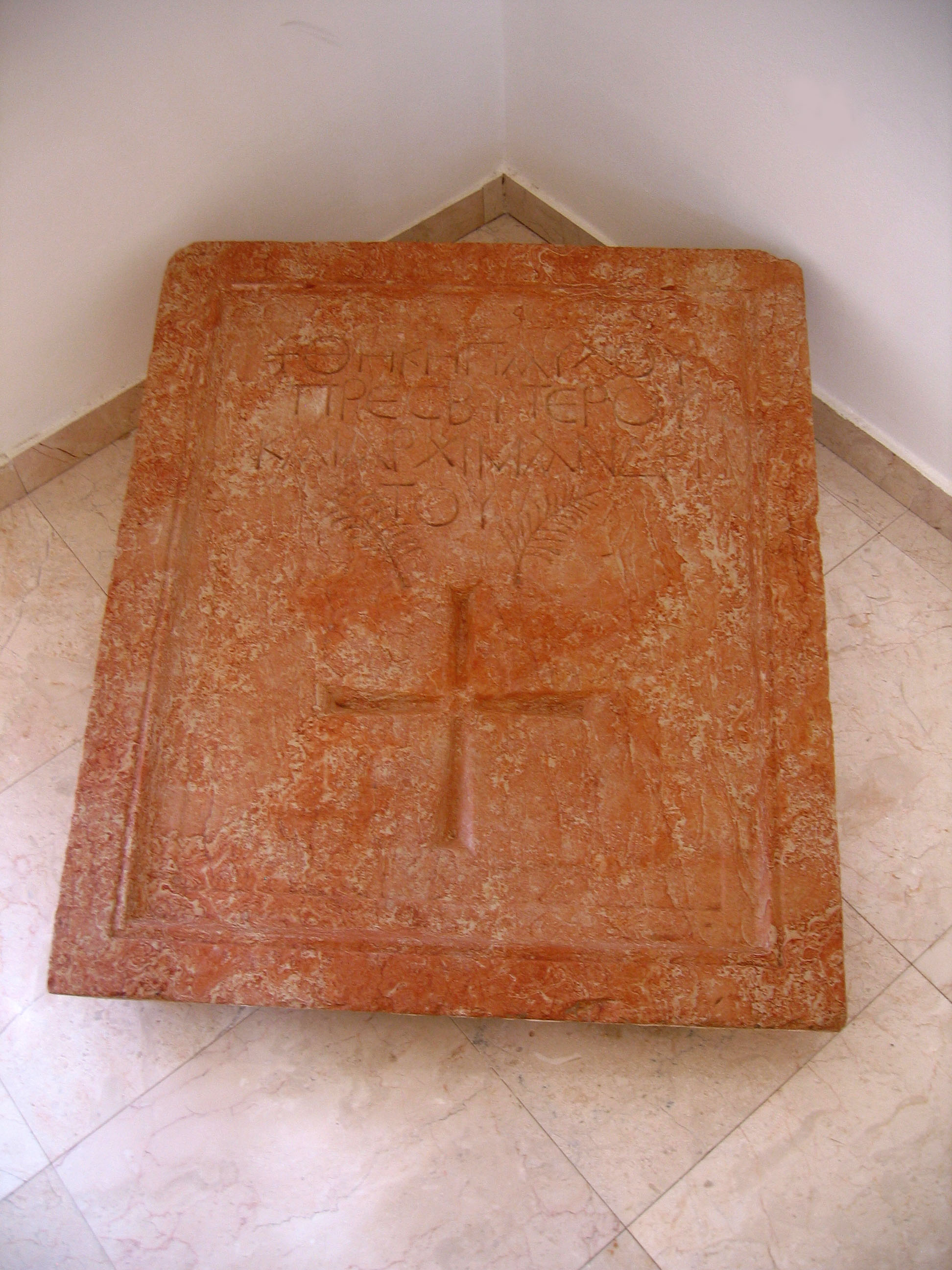
Lápida de Paulos, presbítero y archimandrita del monasterio durante el Patriarcado de Martirio en Jerusalén (478-486), que se exhibe en el Museo del Buen Samaritano

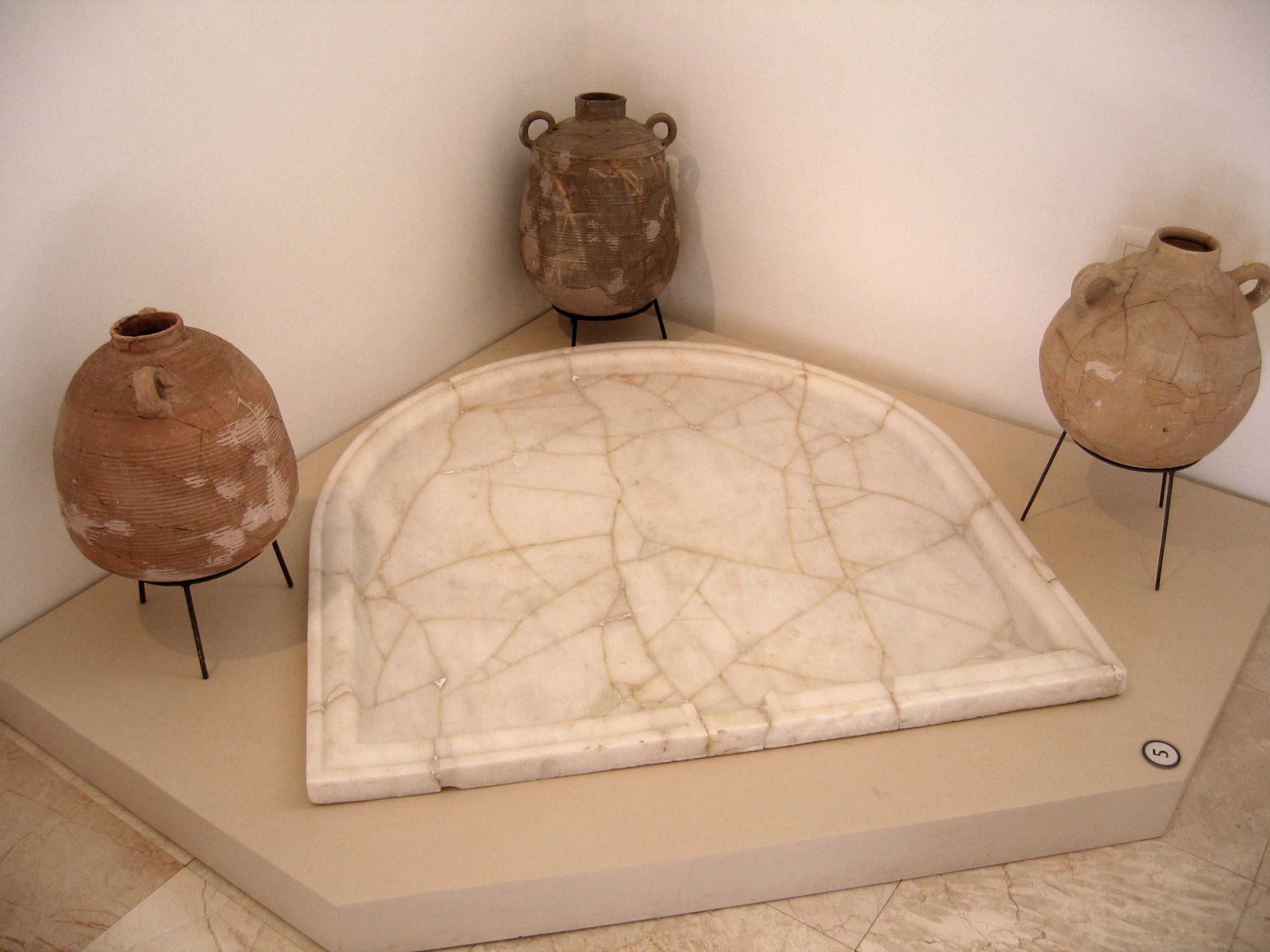
Mesa de mármol del monasterio, que se exhibe en el Museo del Buen Samaritano

La misión Survey of Western Palestine del Fondo para la Exploración de Palestina visitó y midió Khurbet el Murussus en 1874, describiéndolo como: 
"Las ruinas de un monasterio y una capilla, de los que solo quedan los cimientos. El edificio tiene una longitud total de 270 pies de este a oeste en una línea 86° oeste. El ancho, de norte a sur, es de unos 90 pies. La capilla del lado oriental tiene tres ábsides. La nave mide 18 pies y 3 pulgadas de diámetro y los pasillos 15 pies y 6 pulgadas. La longitud interior desde la parte posterior del ábside es de 64 pies. El pasillo del lado norte está destruido casi en su totalidad. Quedan algunos restos de teselas del pavimento que cubría el suelo del pasillo del lado sur. La capilla tiene un atrio en el lado oeste y dos estrechos claustros en sus lados norte y sur. En este último se localiza un pozo. Una torre de fecha posterior (Shunet Murussus) fue construida en la esquina sur-oeste del edificio, y al sur de este punto quedan restos de suelo adoquinado (que dan nombre al lugar), en un patio cuya pared oriental aún es visible. Los mosaicos del suelo de la capilla tienen un patrón simple, rojo, blanco, azul y negro. Al oeste del edificio se halla la boca de una cisterna con una cubierta octogonal, de 6 pies y 4 pulgadas de diámetro o de 2 pies de lado. Hay una cruz de Malta esculpida en todos los lados de este octágono. La cubierta pudo quizás haber sido originariamente una fuente que fue trasladada hasta aquí desde su emplazamiento original. La cisterna de abajo es de considerable amplitud y tiene otra entrada al norte, con unos escalones que permiten bajar a ella. Una acequia corre unas 10 yardas hacia el sur-oeste, hasta un pequeño embalse, de unos 10 pies cuadrados, que se alimentaba de la cisterna. Se midió una de las piedras del edificio, dando unas medidas de 3 pies y 1 pulgada de largo, de 1 pie y 5 pulgadas de alto y de 2 pies y 2 pulgadas de ancho. Los sillares de la torre son materiales reutilizados; uno tenía grabado una cruz, inscrita en un losange. Las ruinas se encuentran en una colina a 500 pies por encima de los valles y hay rastros de un gran asentamiento y otras cisternas de buen tamaño. Entre las ruinas y Khurbet ed Dikki hay una basta construcción que parece casi un dolmen. Dos lajas descansan sobre otras más y bajo ellas hay una pequeña plataforma semicircular de piedras sin labrar; más abajo aún hay una pequeña cueva natural".

## Excavaciones recientes
Entre 1982 y 1985, se descubrieron los restos del Monasterio de Martirio (Khirbet Murassas) en una colina que domina el camino de Jericó a Jerusalén. El sitio fue excavado por Yitzhak Magen de la Autoridad de Antigüedades de Israel.

## Hallazgos arqueológicos

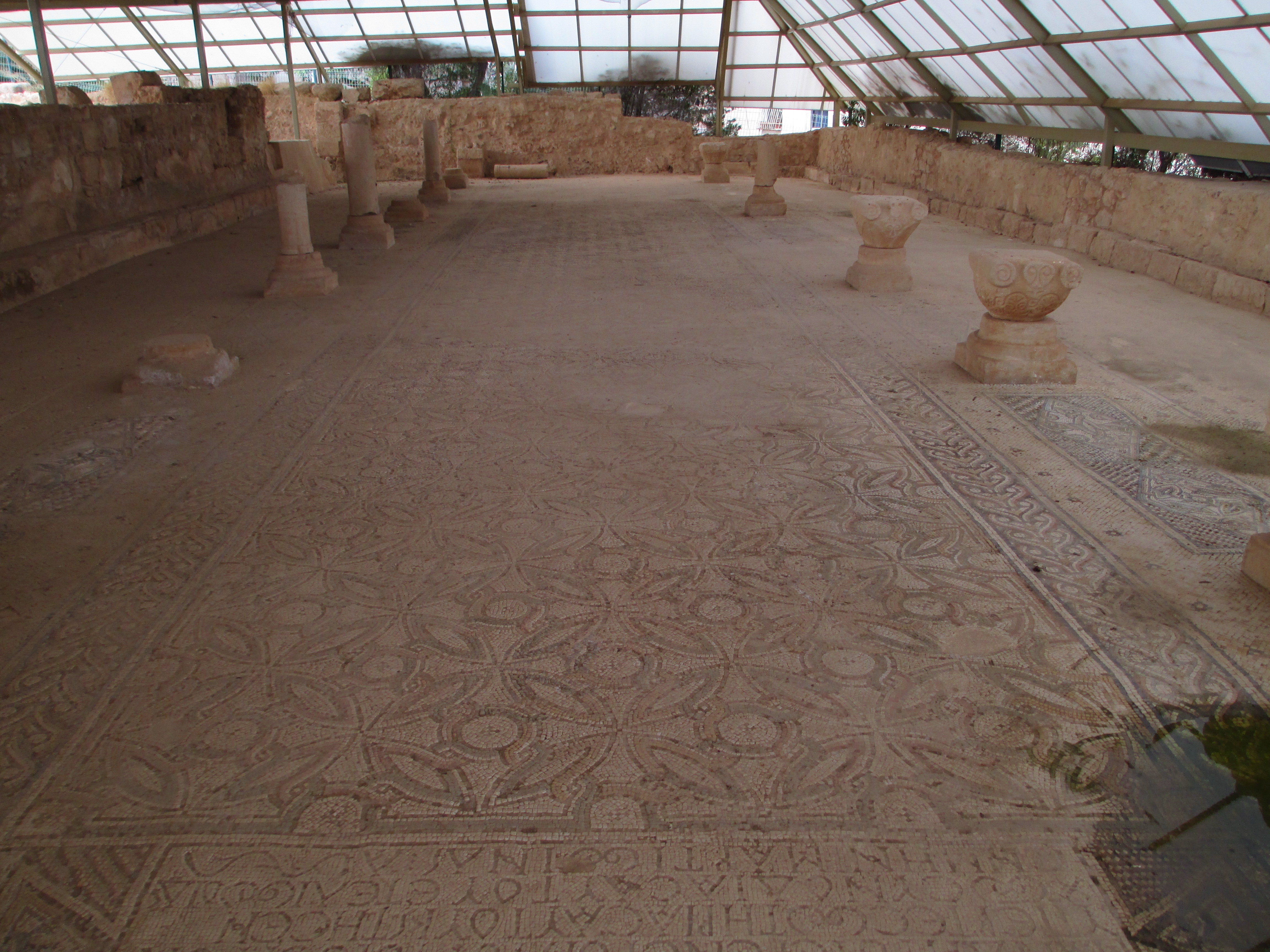
Suelo de mosaico, Monasterio de Martirio

### Muros y puerta
El complejo del monasterio, de forma cuadrangular, cubre un área de 2,5 acres (10 117,2 m²). Está rodeado por muros que conservan una altura de dos metros. La puerta estaba situada en la pared oriental. En el interior de la puerta también se encontró una gran piedra rodante, de 2,5 metros de diámetro, probablemente con una función de protección adicional.

### Diseño
El monasterio fue construido alrededor de un gran patio e incluía una iglesia, varias capillas, un refectorio, una cocina, un almacén, un baño, los dormitorios y un corral. Extramuros se encontraba el albergue de peregrinos.

### Iglesia principal
La iglesia principal estaba pavimentada con coloridos mosaicos de patrones geométricos intercalados con imágenes de animales. Una inscripción en griego menciona a los abades Genesius y Iohannes.

### Cueva funeraria
En el lado norte del complejo se encuentra una cueva en la que se encontraron varios esqueletos. Una inscripción en griego cita los nombres de los tres sacerdotes que allí reposan. Se cree que esta es la cueva donde vivió Martirio antes de unirse a la jerarquía eclesiástica en Jerusalén.

### Refectorio y cocina
El refectorio está rodeado de bancos de piedra y dividido por dos filas de columnas que sustentaban una segunda planta. El suelo, conservado intacto, estaba cubierto con mosaicos de diseños geométricos. La cocina también estaba pavimentado con mosaicos y contaba con mesas de mármol. En ella se encontraron cientos de vasijas de cerámica, ollas y copas de vino.

### Albergue de peregrinos
El xenodocheion (albergue para peregrinos) era una importante fuente de ingresos para los monjes sabaítas del coenobium. El albergue ofrecía a sus huéspedes una capilla, dormitorios y un establo.

### Suministro de agua
Se encontraron numerosos cisternas excavadas en la roca, así como los canales para la recogida y canalización del agua de lluvia en cisternas.